# Litere
Litere este titlul a două reviste lunare apărute la Găești, prima în 1933, iar cealaltă în 2000.

## Litere (1)
Litere (1) a apărut la Găești, din noiembrie 1933 până în februarie 1934, fiind condusă de Mihail Ilovici și avându-i în redacție pe C. Federeanu și M. Tache (elev de liceu). De la nr. 5/ 1934, revista se mută la București, unde va apărea până în aprilie 1935, cu subtitlul Mensual de atitudine tinerească. Redactori vor fi Aurel Chirescu și Matei Alexandrescu. Principalii colaboratori sunt: Mihail Ilovici, I.E. Torouțiu, Ovidiu Papadima, Alexandru Talex, C. Rădulescu-Motru, Nichifor Crainic, Radu Gyr, Simion Stolnicu, Pericle Martinescu, Pan M. Vizirescu.
Revista publică poezie, proză, articole de critică literară, dezbateri privind literatura. Deși a apărut puțin timp, Litere(1) a reușit să participe la concertul opiniilor despre literatură în perioada interbelică

## Litere (2)
Litere (2) este o revistă lunară de cultură, apărută în aprilie 2000, la Găești. Fondator - Tudor Cristea. Din octombrie 2001, are redacție dublă, la Găești și Târgoviște, și o subredacție la Chișinău. Din 2005, apare sub egida Societății Scriitorilor Târgovișteni. Din septembrie 2018 - sub egida Uniunii Scriitorilor din România. Publicația "reia titlul mensualului de atitudine tinerească scos în octombrie 1933 de un grup din care făceau parte Aurel Chirescu, Matei Alexandrescu și Mihail Ilovici" ("Dicționarul general al literaturii române", IV, L-O, p. 76), fără a se revendica drept o continuatoare a acestuia.
Director: Tudor Cristea
Redactor-șef: Mihai Stan
Colaboratori permanenți: Alexandru George, Mircea Horia Simionescu, Barbu Cioculescu, Mihai Cimpoi, Iulian Filip, Henri Zalis, Florentin Popescu, Margareta Bineață, Mircea Constantinescu, Liviu Grăsoiu, Nicolae Scurtu, Iordan Datcu, George Coandă, Dan Gîju, Victor Petrescu.
Revista are rubrici de cronică literară, recenzii, istorie literară, opinii dspre literatură și viața literară, poezie, proză etc.
A atras atenția și prin formatul amintind de "Bilete de papagal" (o coală A4 îndoită pe lung), în care a apărut până la nr. 100, după care și-a mărit acest format, sporind și numărul de pagini, de la 32, la 70-80.
"Litere a reușit să coaguleze un grup de autori legați de spațiul dâmbovițean, de la reprezentanții Școlii de la Târgoviște până la generațiile mai noi, și s-a impus prin valoarea materialelor publicate, prin fermitatea și caracterul avizat al opiniilor, dar și printr-un mod elegant de a polemiza." (Dicționarul general al literaturii române, L-O, Editura Univers Enciclopedic, 2005, pag. 77).